# Alfredo Santos Blanco
Alfredo Santos Blanco (Madrid 26 d'agost de 1924 -Madrid, 31 de desembre de 2005) va ser un economista i polític espanyol.

## Biografia
Llicenciat en ciències econòmiques, fou cap d'Assessoria Estadística, professor adjunt de la Facultat de Ciències Econòmiques i de l'Escola Social de Madrid. Va elaborar, juntament amb Gloria Begué, Joaquín Fernández Castañeda, Enrique Fuentes Quintana, José Luis Sampedro i Ángel Alcaide Inchausti la primera taula input-output d'exportació espanyola corresponent a l'any 1954, així com la primera comptabilitat nacional.
El 1962 fou nomenat Secretari General Tècnic de Treball, càrrec des del qual va impulsar el sistema actual de seguretat social, que es va iniciar el 1966. Va ser designat el gener de 1974 ministre d'Indústria, càrrec que ocuparia fins a març de 1975 i des del qual va impulsar el primer Pla Energètic Nacional.

## Obres
- La estructura de la economía española. Tabla input-output (1958)
- La contabilidad nacional de España. Año 1957 (1960)
- La contabilidad nacional de España. Año 1958 (1962)